# Žďár u Rakovníka

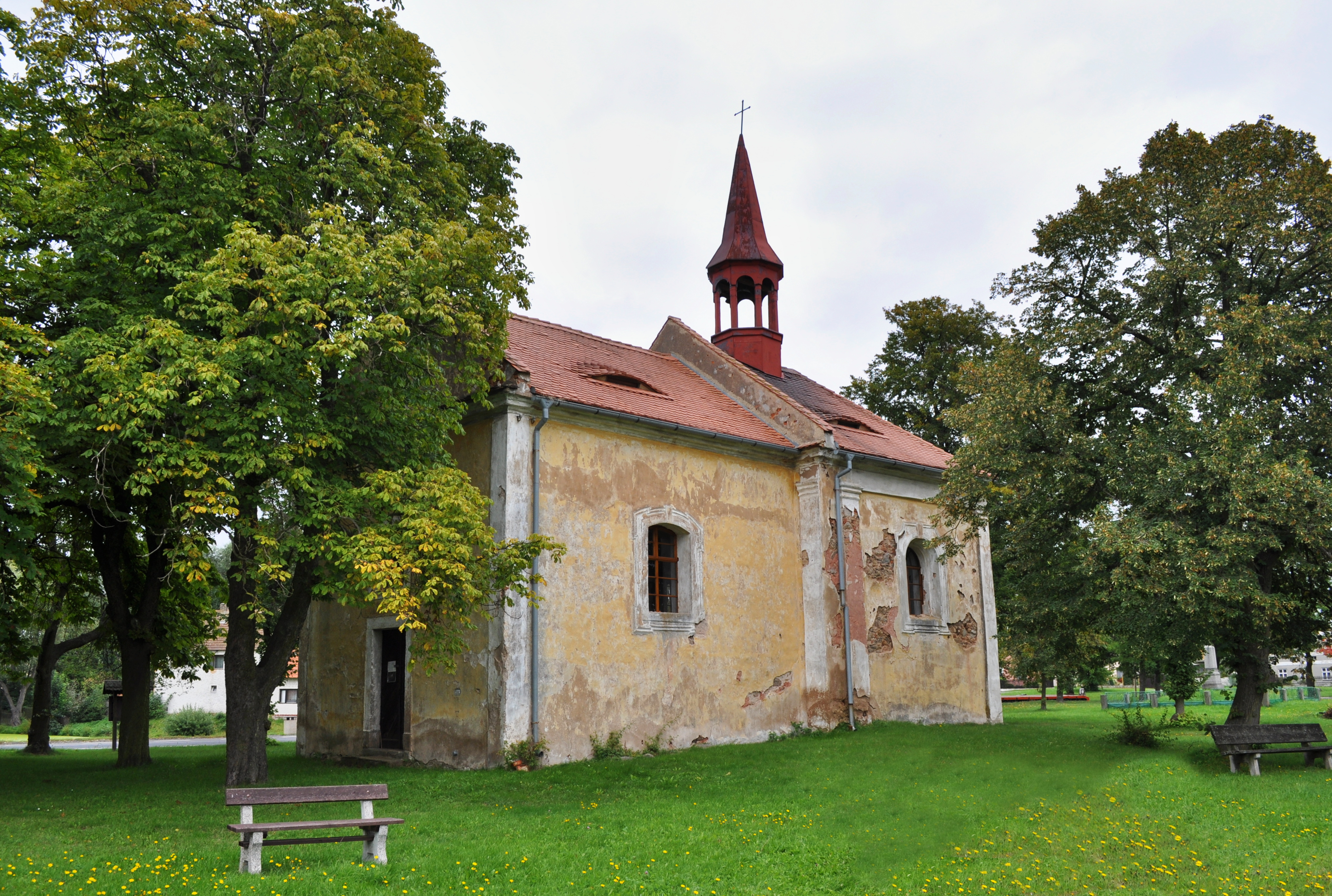
Kapelle St. Martin

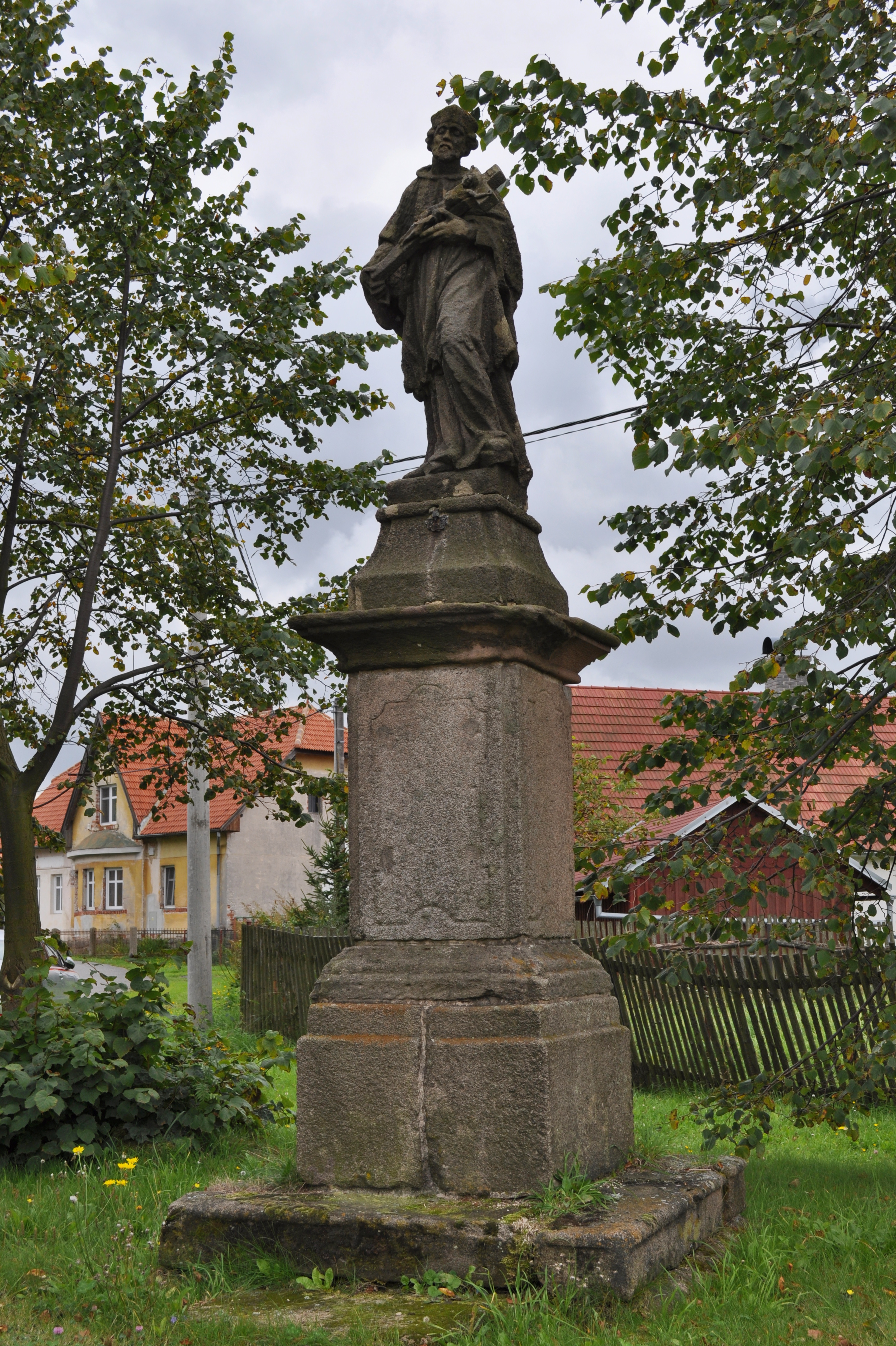
Statue des hl. Johannes von Nepomuk

Žďár (deutsch Schaar) ist eine Gemeinde in Tschechien. Sie liegt neun Kilometer nördlich von Kralovice in 552 m n. m. und gehört zum Okres Rakovník. Die Gemeinde erstreckt sich über eine Fläche von 865 ha.

## Geographie
Der Rundling Žďár befindet sich auf dem Gebiet des Naturparks Jesenicko im Scheleser Hügelland (Žihelská pahorkatina). Das Dorf liegt in der Quellmulde eines rechten Zuflusses zum Ostrovecký potok (Johannisbach). Nordöstlich erhebt sich der Přívraty (Talikenberg; 594 m n.m.), im Osten der Chlum (Butterhübel; 590 m n.m.) sowie südöstlich der Lhotský vrch (Welhotenberg; 606 m n.m.). Durch Žďár verläuft die Staatsstraße I/27 zwischen Jesenice und Kralovice (Kralowitz), von der im Ort die Straße II/206 nach Žihle abzweigt. 
Nachbarorte sind Tlestky im Norden, Svatý Hubert im Nordosten, Otěvěky im Osten, Lhota im Südosten, Vysoká Libyně im Süden, Podbořánky im Südwesten, Pastuchovice im Westen sowie Velečín, Ostrovec und Krty im Nordwesten.

## Geschichte
Die erste urkundliche Erwähnung des Dorfes erfolgte 1558 als Besitz des Joachim von Schlik auf Rabenstein. Er veräußerte Zdiar 1564 an die Gebrüder von Schwamberg. Jaroslav von Kolowrat-Liebsteinsky, der das Dorf 1596 erworben hatte, schlug es seiner Herrschaft Petersburg zu. Vier Jahre kaufte Wenzel Chotek von Chotkow und Wognin Žďár und schloss das Dorf an sein Gut Scheles an. Nach der Schlacht am Weißen Berg wurde das Gut Scheles konfisziert und 1623 an Hermann Czernin von Chudenitz verkauft, der es mit der Herrschaft Petersburg vereinigte. In der berní rula von 1654 sind für Žďár 22 Anwesen aufgeführt, von denen fünf wüst lagen. Neun der Besitzer hatten deutsche Namen, die anderen acht tschechische.
1734 entstand die Kapelle St. Martin, die zuständige Pfarrei war bis 1783 in Scheles und dann in Podersanka (Podbořánky), das auch Schulort war. Zum Ende des 18. Jahrhunderts wurde das Dorf deutschsprachig. 1819 erfolgte eine Vergrößerung der Kapelle, an der im Jahre 1887 Instandsetzungsarbeiten erfolgten.  Bis zur Mitte des 19. Jahrhunderts blieb Schaar der Fideikommissherrschaft Petersburg untertänig.
Nach der Aufhebung der Patrimonialherrschaften bildete Schaar / Žďár ab 1850 eine Gemeinde im Gerichtsbezirk Jechnitz. Die Saaz-Pilsener Straße wurde 1858 zur Teplitz-Eisensteiner Ärarialstraße ausgebaut. Ab 1868 gehörte Schaar zum Bezirk Podersam. Im Jahre 1869 bestand das Dorf aus 38 Häusern und hatte 231 Einwohner. Im Jahre 1900 hatte Schaar 181 Einwohner, 1910 waren es 188. 1904 wurde die Bezirksstraße von Deslawen über Schaar und Podersanka nach Scheles fertiggestellt.
Nach dem Ersten Weltkrieg zerfiel der Vielvölkerstaat Österreich-Ungarn, Schaar wurde 1918 Teil der neu gebildeten Tschechoslowakischen Republik. Beim Zensus von 1921 lebten in den 41 Häusern der Gemeinde 169 Personen, davon 149 Deutsche und 20 Tschechen. 1923 erfolgte die Aufstellung eines Denkmals für die Opfer des Ersten Weltkriegs bei der Kapelle. Beim Ort wurden zwei Steinbrüche betrieben sowie eine Kaolingrube. 1930 lebten in den 43 Häusern von Schaar 184 Personen, davon 151 Deutsche und 33 Tschechen. Nach dem Münchner Abkommen wurde Schaar im Oktober 1938 dem Deutschen Reich zugeschlagen und gehörte bis 1945 zum Landkreis Podersam. 1939 hatte die Gemeinde 173 Einwohner. Nach dem Ende des Zweiten Weltkrieges kam Žďár zur wiedererrichteten Tschechoslowakei zurück. Nach der Aussiedlung der meisten deutschen Bewohner wurde das Dorf mit Tschechen wiederbesiedelt. 1950 lebten in den 36 Häusern von Žďár 128 Personen. Bei der Gebietsreform von 1960 wurde Žďár dem Okres Rakovník zugeordnet und zugleich Otěvěky eingemeindet. Am 1. Januar 1980 erfolgte die Eingemeindung nach Jesenice. Seit dem 24. November 1990 besteht die Gemeinde Žďár wieder. Beim Zensus von 1991 lebten in den 28 Häusern des Dorfes Žďár 93 Personen. 2011 bestand die Gemeinde aus 39 Wohnhäusern und hatte 95 Einwohner; davon 79 in Žďár (26 Häuser) und 16 in Otěvěky (13 Häuser).

## Gemeindegliederung
Die Gemeinde Žďár besteht aus den Ortsteilen Otěvěky (Nedowitz) und Žďár. Das Gemeindegebiet gliedert sich in die Katastralbezirke Otěvěky und Žďár u Rakovníka.

## Sehenswürdigkeiten
- Kapelle des hl. Martin auf dem Dorfplatz. Der 1734 errichtete ehemalige Barockbau wurde 1819 umgebaut.
- Statue des hl. Johannes von Nepomuk
- Denkmal für die Gefallenen des Ersten Weltkrieges, errichtet 1923